# Buczynka (dopływ Bugu)
Buczynka – rzeka, lewy dopływ Bugu o długości 38,75 km. 
Rzeka wypływa w okolicach wsi Kostki, w powiecie sokołowskim i płynie w kierunku północnym. Mija miejscowości Skibniew-Podawce i Dybów, po czym zmienia kierunek na północno-wschodni i płynie dalej obok wsi: Buczyn Szlachecki, Nowy Buczyn, Nowy Ratyniec, Stary Ratyniec, Zaleś, Stare Mursy, Nowe Mursy, Kuczaby, Stelągi, Sterdyń, Lebiedzie. Pomiędzy tymi dwiema ostatnimi miejscowościami przecina drogę krajową nr 63, następnie mija Dzięcioły Bliższe i Dzięcioły Dalsze, po czym gwałtownie zmienia kierunek na północno-wschodni i przez ok. 10 km płynie terenami niezabudowanymi. Mija jeszcze Wólkę Rytelską i w okolicach wsi Rytele-Olechny wpada do Bugu.